# Saint-Gervais, Isère
Saint-Gervais este o comună în departamentul Isère din sud-estul Franței. În 2009 avea o populație de 566 de locuitori.

## Evoluția populației
| An        | 1975 | 1982 | 1990 | 1999 | 2006 | 2009 |
| --------- | ---- | ---- | ---- | ---- | ---- | ---- |
| Populație | 256  | 288  | 295  | 377  | 512  | 566  |